# Тернополье
Тернополье (укр. Тернопілля) — село в Тростянецкой сельской общине Стрыйского района Львовской области Украины.
Население по переписи 2001 года составляло 473 человека. Занимает площадь 0,75 км². Почтовый индекс — 81610. Телефонный код — 3241.

## История
Немецкая колония Дорнфельд основана в 1786 г. Сильно разрушено в период Первой мировой войны. В 1939 г., после присоединения Западной Украины к СССР, по Германо-Советскому договору о дружбе и сотрудничестве, все немецкое население села было переселено в Германию. С 1943 по 1944 г. в Дорнфельде были поселены немцы из оккупированный восточных районов Украины.
В 1946 г. Указом ПВС УССР село Дорнфельд переименовано в Тернополье.

## Уроженцы
Альфред Бизанц — австрийский и украинский военный деятель, подполковник Украинской Галицкой армии и Армии Украинской Народной Республики. Полковник немецкой военной разведки (абвера) Третьего Рейха в годы Второй мировой войны. Руководитель Военной Управы «Галичина», осуществлявшей организационные мероприятия по формированию Дивизии СС «Галичина».